# Сакарьяспор
«Сакарьяспор» — турецкий футбольный клуб из города Адапазары, выступающий в Турецкой первой лиге. Основан в 1965 году, путём слияния клубов «Йилдыриспор», «Идманюрду», «Гюнешспор» и «Ада Генчлик». Домашние матчи проводит на стадионе «Сакарья Ататюрк», вмещающем 13 216 зрителей. В Турецкой Суперлиге в общей сложности команда провела 11 сезонов, дебютным из них был сезон 1981/82, а последним сезон 2006/07. Лучшим достижением «Сакарьяспор» в турецкой Суперлиге является 5-е место в сезоне 1981/82. Главным достижением клуба является победа в Кубке Турции в 1988 году, этот успех позволил клубу единственный раз в своей истории принять участие в розыгрыше одного из еврокубков.

## Достижения
- Кубок Турции по футболу
  - Обладатель (1): 1987/88.
- Суперкубок Турции по футболу
  - Финалист (1): 1988.

## Сезоны по дивизионам
- Суперлига (11): 1981–86, 1987–90, 1998–99, 2004–05, 2006–07.
- Первая лига (34): 1965–81, 1986–87, 1990–98, 1999–04, 2005–06, 2007–09, 2011–.
- Вторая лига (2): 2009–11.

## Выступления в еврокубках
| Сезон   | Турнир                        | Раунд |               | Клуб               | Счёт     |
| ------- | ----------------------------- | ----- | ------------- | ------------------ | -------- |
| 1988-89 | Кубок обладателей кубков УЕФА | 1R    | Флаг Венгрии  | Бекешчаба          | 2-0, 0-1 |
|         |                               | 2R    | Флаг Германии | Айнтрахт Франкфурт | 1-3, 0-3 |

- 1R - первый раунд,
- 2R - второй раунд.